# بوب ايزومي
بوب ايزومي هو مقدم تلفزيوني كندي، ولد في 2 مايو 1958.